# Lacquy
Lacquy ist eine französische Gemeinde mit 288 Einwohnern (Stand 1. Januar 2022) im Département Landes in der Region Nouvelle-Aquitaine (vor 2016: Aquitanien). Die Gemeinde gehört zum Arrondissement Mont-de-Marsan und zum Kanton Adour Armagnac (bis 2015: Kanton Villeneuve-de-Marsan).
Der Name in der gascognischen Sprache lautet Laqui.
Die Einwohner werden Lacquois und Lacquoises genannt.

## Geographie
Lacquy liegt ca. 20 km nordöstlich von Mont-de-Marsan in der historischen Provinz Armagnac (Region) in der historischen Provinz Gascogne am östlichen Rand des Départements.
Umgeben wird Lacquy von den Nachbargemeinden:
| Pouydesseaux |                                             | Saint-Justin |
|              | Kompassrose, die auf Nachbargemeinden zeigt |              |
| Sainte-Foy   | Villeneuve-de-Marsan                        | Le Frêche    |

Lacquy liegt im Einzugsgebiet des Flusses Adour.
Der Ruisseau de Lacquy, ein Nebenfluss des Ruisseau du Frêche, der Ruisseau de Pitoc, ein Nebenfluss der Midouze, und der Ruisseau de Cazalis, ein Nebenfluss des Ruisseau du Moulin Neuf, entspringen auf dem Gebiet der Gemeinde.

## Geschichte
Die nachgewiesene Existenz einer Villa belegt die Besiedelung in gallorömischer Zeit. Allerdings fehlen schriftliche Aufzeichnungen. Seit dem 17. Jahrhundert wird Lacquy im Zusammenhang mit dem Schloss erwähnt, das für die Produktion von Armagnac bekannt war. Der Sand- und Lehmboden ist besonders für den Weinbau geeignet. Der landwirtschaftliche Schwerpunkt der Wirtschaft bis zur Mitte des 19. Jahrhunderts lag auf dem Weinbau und erlaubte den Bewohnern eine Ansiedlung in der Gemeinde. Zu Beginn des 20. Jahrhunderts gab es sogar zwei Gastwirtschaften.

### Einwohnerentwicklung
Nach einem Höchststand der Einwohnerzahl von 655 in der Mitte des 19. Jahrhunderts reduzierte sich die Zahl bei mehreren kurzen Erholungsphasen bis zu den 1980er Jahren auf rund 190 Einwohnern, bevor die Größe der Gemeinde moderat zunahm.
| Jahr      | 1962 | 1968 | 1975 | 1982 | 1990 | 1999 | 2006 | 2010 | 2022 |
| --------- | ---- | ---- | ---- | ---- | ---- | ---- | ---- | ---- | ---- |
| Einwohner | 329  | 244  | 206  | 192  | 193  | 221  | 226  | 232  | 288  |

## Sehenswürdigkeiten

### PfarrkircheSaint-Aignan
Die Aignan von Orléans geweihte Pfarrkirche besitzt Überbleibsel der Vorromanik aus dem 10. Jahrhundert. Die aus dem 11. Jahrhundert datierende Apsis ist flach abgeschlossen und charakteristisch für die Kirchen der Region. Sie besaß einen durch dicke Pfeiler verengten Eingang, der heute als Sakristei dient. Während des Hundertjährigen Kriegs wurde die Kirche 1373 und nochmals in der Folge in den Hugenottenkriegen zerstört und im 19. Jahrhundert umgebaut. Das Licht fällt durch rundbogenförmige Fenster in das neugotische Langhaus mit einem Hauptschiff und in die Querarme des Transepts. Im Westen erhebt sich ein Glockenturm aus dem Gebäude, der mit einem pyramidenförmigen Helm mit Dachgauben ausgestattet ist, der mit Schiefer gedeckt ist. An seinem Fuß befindet sich das Eingangsportal, darüber eine Fensterrose und rundbogenförmige Zwillingsfenster. Ebenfalls am Fuß des Glockenturms ist ein ehemaliges Taufbecken zu erkennen. Das Dekor im Kircheninneren ruft den Schutzpatron in Erinnerung, den heiligen Aignan, Bischof von Orléans im fünften Jahrhundert.

### Schloss Lacquy
Ursprünglich gehörte das Anwesen der adeligen Familie Mesmes. Im Jahre 1711 wurde François Lubet Baron und Seigneur von Lacquy und führte es weiter. Das heutige Schloss wurde 1777 errichtet und 1910 restauriert. Es besteht aus zwei Pavillons, die durch einen niedrigeren Wohntrakt verbunden sind. Eine der Nachkommen der Lubets heiratete im Jahre 1827 Clément de Lonjon. Durch die Heirat ihrer Enkelin Charlotte de Lonjon mit dem Marquis Paul de Boisséson im Jahre 1883 ging das Schloss in den Besitz der Familie Boisséson über, die darüber bis heute verfügen. Im 18. und 19. Jahrhundert diente das Schloss als Jagdschloss, im 20. Jahrhundert als Feriendomizil. Mit dem Beginn des Zweiten Weltkriegs 1939 wurde es aber zunächst bis 1946, dann seit 1970 ständiger Wohnsitz. Während der deutschen Besetzung Frankreichs war die Witwe des 1940 in den Ardennen gefallenen Maurice de Boisséson aktiv an der Résistance beteiligt. Die Länderei erstreckt sich über 400 Hektar, davon wird auf 20 Hektar Wein angebaut und 200 Hektar sind mit Eichen- und Buchenwald bedeckt, die eine vielfältige Fauna und Flora bewahren. Die Produktion von Armagnac auf dem Schlossgelände ist seit dem 18. Jahrhundert nachgewiesen, einer Blütezeit der Destillation und Vermarktung von Branntwein. Das Schloss erhält die Tradition der Erzeugung des Armagnacs insbesondere durch die Verwendung eines Alambics. Der Branntwein reift in Eichenfässern in einem Keller, der aus dem Jahr 1870 datiert. Der Jahrgangsarmagnac des Schlosses Jacquy wird in die ganze Welt exportiert.

## Wirtschaft und Infrastruktur

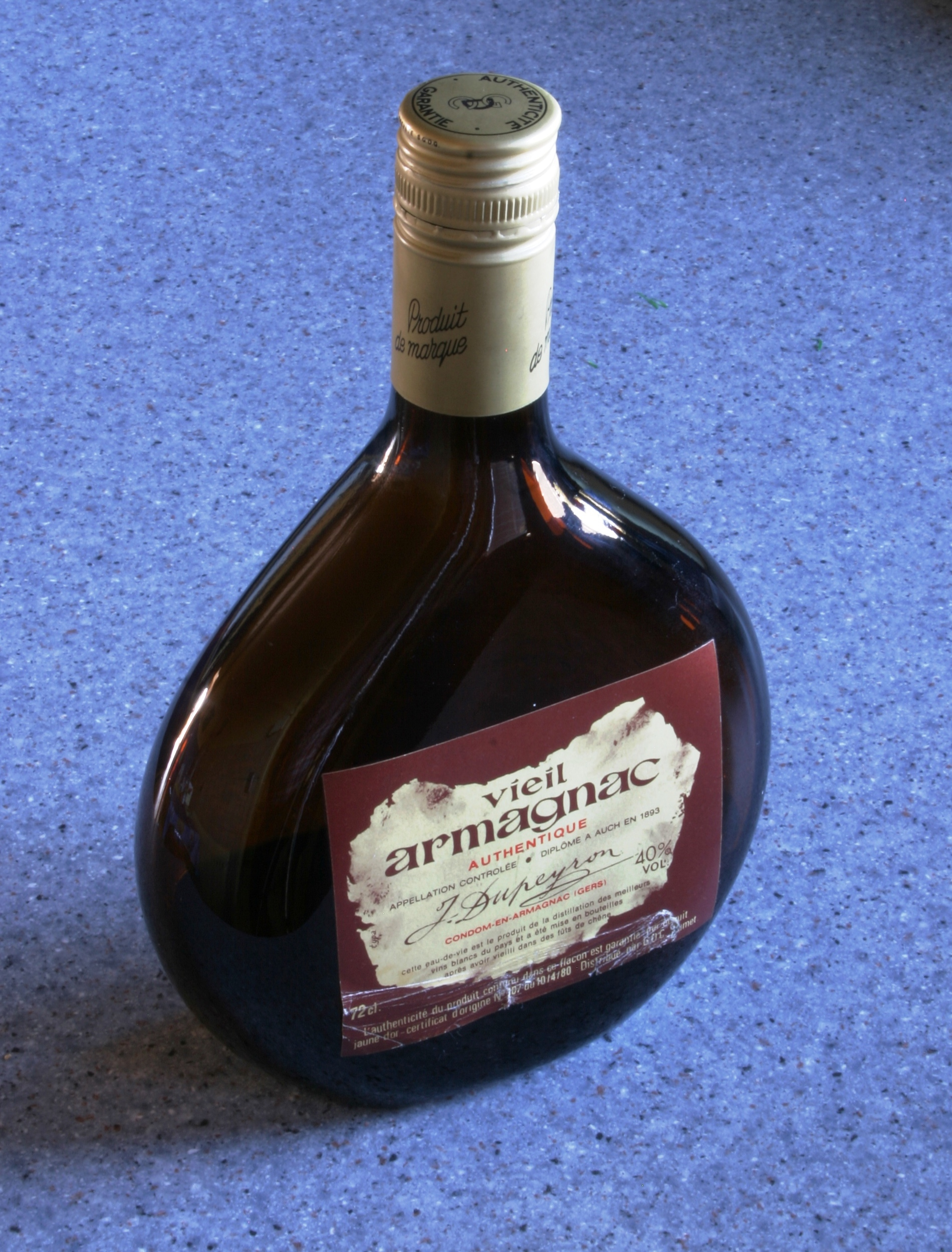
Flasche mit Armagnac

Lacquy liegt in den Zonen AOC des Armagnac (Armagnac-Ténarèze, Bas Armagnac und Haut Armagnac), des Blanche-Armagnacs, und des Floc de Gascogne, eines Likörweins.

### Sport und Freizeit
- Der Erholungswert des Sees von Lamond wird vor allem durch seine Stille erzeugt, die durch die fehlende Anfahrt von Motorfahrzeugen unterstützt wird. Er ist ein Startpunkt für einen Wanderweg und bietet einen Picknickplatz an.[14]

- Ein Rundweg mit einer Länge von 22 km führt mit dem Fahrrad durch die Gebiete der Gemeinden Pouydesseaux und Lacquy.[15]

### Verkehr
Lacquy wird durchquert von den Routes départementales 933N, der ehemaligen Route nationale 133, und 934, der ehemaligen Route nationale 134.